# Association pour la recherche sur le cancer
Pour les articles homonymes, voir ARC.
L'Association pour la Recherche sur le Cancer (ARC) était une association française de lutte contre le cancer. Fondée en 1962, elle a pour objectif la lutte contre le cancer en apportant un soutien financier aux recherches scientifiques biomédicales et aux études dans le domaine des sciences sociales. Les dons et les legs furent ses deux principales sources de financement.
En 2012, à la suite d'une évolution statutaire, l'ARC est devenue officiellement la Fondation ARC pour la recherche sur le cancer dans le but de se renforcer dans l’exercice de ses missions en mobilisant plus de moyens pour la recherche, en adoptant un mode de gouvernance plus performant et en traçant de nouvelles perspectives de recherche.
Depuis sa création le 29 juin 1962 par Jacques Crozemarie, l'ARC, reconnue d'utilité publique depuis 1966, a occupé une place de premier plan dans le fonctionnement et le financement de la recherche. L'association avait pour but principal de soutenir la recherche sur le cancer. Durant toute son activité, l’ARC a apporté aux chercheurs des laboratoires qu’elle a financés, les moyens de conduire leurs projets et de couvrir l’ensemble des champs de la cancérologie. Son action a ainsi contribué à des avancées majeures dans le domaine de la prévention des cancers, de leur diagnostic et du dépistage de la maladie, mais également dans la découverte de nouveaux traitements.
Durant les 10 dernières années de son fonctionnement, l’ARC a contribué au financement de plus de 6 400 projets pour un montant total de 273 millions d’euros. Ses ressources provenaient exclusivement des dons et legs de particuliers.
L'ARC avait également pour but d’informer le public sur les avancées de la recherche et sur la maladie.

## Historique
1962 - Création de l’Association par Jacques Crozemarie, ancien cadre de l'INSERM et sans formation médicale.
1966 - L’Association est reconnue d’utilité publique (elle est habilitée à ce titre à recevoir des dons et des legs).
1985 - Une modification des statuts permet d'augmenter de manière importante les dépenses de communication et de marketing. Attribué à un nombre limité de sociétés dont International Développement (ID), dirigée par des proches de M. Crozemarie, MM. Michel Simon et Pascal Sarda. C'est cette mesure qui sera l'origine du scandale de 1996 à la suite des dérives constatées.  
1991 - Un rapport confidentiel de l'inspection générale des affaires sociales (IGAS) souligne les énormes dépenses de l'ARC de l'ordre de 72 % des dons pour son fonctionnement.  
1996 – Début janvier, publication du rapport de la Cour des comptes sur le compte d’emploi et ressources collectées en 1993 auprès du public. Ses conclusions dénoncent des malversations de tous ordres accomplies par son président, Jacques Crozemarie. Le 25 janvier, M. Crozemarie présente sa démission. M. Michel Lucas, directeur de l'IGAS et appelé à l'aide par les administrateurs de l'ARC est nommé président à la tête d’un conseil d'administration renouvelé.
1996 – L’ARC est alors intégralement réorganisée. En mai, création d’un conseil scientifique chargé de proposer au Conseil d’administration la stratégie scientifique de l’Association.
1997-1998 - Refonte des statuts.
1999 - L’ARC devient membre du Comité de la Charte du don en confiance. En mai, ouverture du procès du scandale de 1996. L’ARC est partie civile.
2000 – En juin, Jacques Crozemarie est reconnu coupable d'abus de confiance et d'abus de biens sociaux. Il est condamné à quatre ans de prison ferme, à 2,5 millions de francs (l'équivalent de 510 000 € de 2020) d'amende, et à 200 millions de francs (l'équivalent de 40,8 millions d'euros de 2020) de dommages et intérêts à verser à l'ARC.
2001 - L’ARC obtient la certification de services des organismes faisant appel à la générosité du public par Bureau Veritas Certification.
2004 - Dans le cadre d’une convention avec le Ministère de la Recherche, l’ARC offre aux jeunes chercheurs qu’elle soutient de véritables contrats de travail en remplacement du système d’allocations préexistant, avec pour conséquence une amélioration de leur statut et de leur protection sociale.
2005 – En février, publication du rapport de la Cour des Comptes sur les comptes d’emploi 1998-2002 des ressources collectées auprès du public. Ce rapport déclare en substance que l’ARC est désormais un exemple à suivre dans le domaine caritatif.
2005 – En juin, élection de M. Jacques Raynaud à la présidence de l’Association. L'ARC entre au conseil d'administration de l'Institut national du cancer.
2007 - En juillet, l'ARC obtient, pour la première fois depuis 18 ans, le label « Campagne d'intérêt général » décerné par le gouvernement français. 
2009 - L'ARC entre au conseil d'administration de l'association française des Trésoriers et responsables d'associations.
2010 - À l'occasion de la Journée mondiale contre le cancer, l'ARC ouvre un dispositif inédit de dialogue entre les chercheurs et le grand public, sur les avancées de la recherche sur le cancer : www.questions-chercheurs.com.
2011 - Le 4 février 2011, lors de la Journée mondiale contre le cancer, l'ARC organise « Le Grand direct des chercheurs », un débat avec les chercheurs en cancérologie, organisé simultanément à Paris, Lyon et Marseille. En mai, le conseil d'administration valide le projet de création de la Fondation ARC. En juin, l'Assemblée générale extraordinaire de l'ARC approuve le projet.
2012 - En janvier, remise du 40e Prix Léopold Griffuel. Le 16 mars 2012, l'ARC évolue et devient la Fondation ARC pour la recherche sur le cancer. Le décret portant reconnaissance d'utilité publique de la fondation est publié au Journal officiel le 18 mars 2012. Le 25 juin 2012, publication du décret approuvant la dissolution de l’ARC et autorisant le transfert de ses biens à la Fondation ARC pour la recherche sur le cancer.
2021 - La Fondation ARC alloue 500.000 euros à des recherches sur les effets de la Covid-19 sur les cancers, et notamment l'impact des retards de traitement générés par la pandémie.

## Les actions
L’ARC a mis en œuvre une politique de soutien à la recherche sur le cancer, se déclinant selon six axes prioritaires :
1. découvrir les causes et les mécanismes d’apparition du cancer,
2. améliorer la prévention et le dépistage,
3. diagnostiquer le cancer de plus en plus précocement,
4. améliorer les traitements existants,
5. mettre au point de nouvelles thérapeutiques,
6. Informer sur les avancées et les perspectives de demain.

L’ARC a organisé sa stratégie de financement autour de quatre appels à projets principaux permettant d’apporter un soutien financier important :
- aux jeunes chercheurs en cancérologie dans les années clés de leur formation,
- à de jeunes équipes afin de faciliter leur émergence et celle de nouvelles thématiques de recherche,
- à des projets ambitieux et innovants menés simultanément dans plusieurs centres,
- à des plateformes technologiques et des équipements de pointe.

En parallèle, l’ARC a développé régulièrement des appels à projets et des partenariats sur des thématiques de recherche plus ciblées et ayant une dimension très stratégique.
Enfin, l’ARC a proposé de nombreuses publications d’information scientifique et médicale réalisées avec le concours d’experts, ainsi qu’un site Internet en prise directe avec l’actualité relative aux avancées de la recherche sur le cancer.

## Scandale financier de l'ARC
À partir de la fin des années 1970, les autorités commencent à soupçonner des malversations.
Ces soupçons sont confirmés en 1991 via un rapport confidentiel de l'inspection générale des affaires sociales (IGAS) dénonçant les énormes dépenses de l'ARC, qui consacrait 72 % des sommes versées par les 3,5 millions de donateurs à son fonctionnement et sa publicité, et seulement 28 % à la recherche. Ce qui représente le triple des dépenses de fonctionnement normalement admises dans ce genre de structure. 
En 1994, une note confidentielle de l'IGAS reprenant l'essentiel des critiques adressés à l'association est publié par la presse.
En Janvier 1996, la Cour des comptes révèle que seulement 27 % des fonds collectés en 1993 ont été transférés à la recherche. Elle indique dans son rapport  que : « l’examen du compte d’emploi des ressources collectées en 1993 par l’Association pour la recherche sur le cancer conduit, en définitive, la Cour à constater que la part des aides à la recherche, qui s’est établie à moins de 30% des engagements de cette année-là, ne peut être considérée comme correspondant aux objectifs indiqués dans les campagnes d’appel à la générosité publique et à l’intention des personnes qui ont apporté leurs dons et libéralités à la recherche sur le cancer. L’ARC a dépensé des sommes d’un montant global bien supérieur pour ses campagnes. La mise en œuvre de celles-ci appelle d’expresses critiques, du fait de l’existence de majorations de marges, de surfacturations et de commissions injustifiées. De surcroît, les deux tiers seulement des aides à la recherche ont fait l’objet de l’examen scientifique collégial dont l’ARC souligne les mérites dans ses appels à la générosité publique ». 
Le scandale éclate, le grand public ayant été précédemment ébranlé durablement par le scandale du sang contaminé. Et il est d'autant plus important qu'il touche directement une structure de premier plan du tissu associatif fédérant 600 000 donateurs réguliers et faisant appel à la générosité publique. Les révélations contraignent la direction à démissionner. L'affaire devenue publique entraine un effondrement des dons qui passent de 135 millions en 1995 à 46 millions de francs en 1996 et une perte de 400 000 donateurs sur 600 000. En parallèle, 10 000 lettres d'insultes sont adressés au siège de l'association.  
Un juge d'instruction M. Jean-Pierre Zanoto est désigné. Jacques Crozemarie est écroué à la prison de Fresnes le 27 juin 1996 et libéré le 20 décembre 1996. 
L'enquête révèle des malversations de tous ordres, dont des détournements d'environ 300 millions de FF (soit 40 millions d'euros) réalisés de 1990 à 1995 via des sociétés-écrans et un système de surfacturations. Le mécanisme reposait sur la mise en place de mandats de communication auprès d'un nombre limité de sociétés gérées par deux hommes de M. Crozemarie, MM. Pascal Sarda (décédé en 1995) et Michel Simon. Leur groupe International Developpement (ID) capte 95 % des marchés de communication de l'ARC sans appel d'offres préalable. Officiellement, l'ID était chargée de la publication de la revue Fondamental, de la gestion de la collecte et de l'impression des bulletins de souscription. Ces services sont en réalité surfacturés avec par exemple, un prix du papier acheté à des grossistes et revendu à l'ARC moyennant des marges de 25 %. Ces détournements permettaient la redistribution des montants de l'ordre de 20 millions de francs en particulier à M. Crozemarie. En parallèle, pour les travaux d'impression des publications réalisés par le belge Graphing Grafossart ou d'achat de papier, le groupe ID obtint le versement de commissions sur deux comptes en Suisse pour un montant de 34,8 et 52,9 millions de francs. 
Il est également révélé un système de captation des dons via des comptes bancaires ouverts dans des paradis fiscaux et le train de vie dispendieux de la direction finançant des voyages personnels, l'achat et aménagement de villas sur la cote d'Azur, l'emploi de personnel de maison ou encore l'utilisation d'un bateau de plaisance. 

## Procès
Le procès se déroule en mai 1999 devant le Tribunal correctionnel de Paris pour une durée prévue de trois semaines en présence de M. Crozemarie et de vingt-cinq autres prévenus. Aux accusations, M. Crozemarie - alors âgé de 73 ans - et sa défense contestent les faits, indiquant que les sommes lui proviennent de sa mère, et qu'en raison de son état de santé, il ne peut être incarcéré.  
En juin 2000, l'ancien président de l'ARC, Jacques Crozemarie est condamné à quatre ans de prison ferme par la Cour d'Appel, ainsi qu'à de lourdes amendes d'un total de 380 000 d'euros et à des dommages et intérêts au bénéfice de l'ARC pour abus de confiance et abus de biens sociaux d'un montant de 30,5 millions d'euros. Il décède en 2006.

## Conséquences

### Reconstruction de l'ARC
L'ARC mettra 10 ans à se reconstruire à la suite du scandale de 1996 ayant entraîné la perte des deux tiers de ses donateurs et provoquant une chute de près de 75 % de ses ressources issues de la collecte de dons.  
Face à l'ampleur du désastre, la direction nomme à sa tête Michel Lucas, le directeur de l'IGAS qui avait donné l'alerte.  
Pour maintenir la viabilité de l'association dont la survie est clairement en jeu, l'obtention de labels de gestion de qualité décernés par des opérateurs indépendants apparait pour la nouvelle équipe comme « une nécessité pour la survie de l’ARC ». Elle adhère ainsi au Comité de la Charte à partir de 1999. De plus, l’association obtient à partir de 2002 la certification IE001/6 « Organisme faisant appel à la générosité du public » du Bureau Veritas Quality International". En 2004, l'association voit cette certification renouvelée et complétée par un audit de son action scientifique et enfin le rapport de la Cour des comptes sur la période 1998-2002.  
L’association refond intégralement les principes et les modes de fonctionnement de sa gouvernance dans un souci permanent de parfaire la démocratie et la transparence de l’association, l’idée étant de bâtir un système de pouvoir et de contre-pouvoir doublé de collégialité. La nouvelle direction prend des décisions visant à :  
- assurer la mission principale de l’association, à savoir, privilégier le développement de la recherche, en lui consacrant une fraction la plus élevée possible des ressources, en la situant dans une perspective de santé publique et en l’articulant avec les actions de prévention et d’information ;
- évaluer le bilan des actions de l’association en programmant le développement de la recherche de façon concertée avec les autres acteurs poursuivant le même objet[1] ;
- assurer la collégialité des décisions en mettant fin aux pouvoirs du président qui avait auparavant la capacité d'affecter jusqu'à 40 % des dons à des programmes scientifiques sans contre expertise[7]. Les membres du conseils scientifiques qui bénéficiaient de subventions pour leurs propres programmes voient ces dernières attribuées par une commission indépendante ayant l'interdiction d'en bénéficier[7].
- assurer une transparence maximale avec une clarification de la présentation des résultats financiers de l’activité de l’association avec le respect des règles comptables et de la réglementation sur le contrôle de l’emploi des fonds collectés. Le but est alors de rendre compte avec précision aux donateurs de l’usage qui est fait de leur dons[1].
- restructurer la structure administrative de l’association, en clarifiant les missions de ses différentes unités de travail puis en organisant une information réciproque entre le niveau décisionnel et le niveau d’exécution[1].

Les efforts portent leurs fruits :  
En février 2005, dans un nouveau rapport, la cour des comptes constate : « l'ampleur considérable du changement » et que « Le nouveau conseil d'administration, mis en place en 1996, et particulièrement son président, ont accompli un travail considérable pour bâtir une association fonctionnant sur des bases entièrement nouvelles, marquées par la rigueur de la gestion, la transparence des actions, la qualité des procédures suivies ». 
Conséquence directe des mesures adoptées, depuis l'adoption des nouvelles mesures, 70 % des dons sont désormais affectés au financement des recherches. 

### Réactions des associations et extension des pouvoirs de la cour des comptes
Le directeur des contrôles au Comité de la charte de la Déontologie, regroupant en 2005, 53 associations, André de Montalembert déclare « Après l'affaire de l'ARC, nous avons eu un afflux de candidature d'associations, qui réclamaient des contrôles ».   
À la suite des nombreux scandales et la concurrence s'étant intensifiée, le monde associatif est passé d'une période où prévalait la confiance des donateurs à une ère où il est désormais impératif de prouver la bonne utilisation des ressources et de la qualité de sa gestion pour pouvoir collecter des fonds.  
En effet, certaines associations, comme la Ligue contre le cancer ou de lutte contre le Sida Aides, subirent de plein fouet le contre coup de l'onde de choc du scandale de l'ARC, avec une perte de 15 % des donateurs la même année. À leur demande et en parallèle avec ce scandale, les pouvoirs publics étendirent la zone des contrôles de la Cour des comptes sur les structures associatives.   